# Újkígyós
Újkígyós là một thành phố thuộc hạt Békés, Hungary. Thành phố này có diện tích 54,92 km², dân số năm 2010 là 5376 người, mật độ 98 người/km².